# 1090
Évszázadok: 10. század – 11. század – 12. század
Évtizedek: 1040-es évek – 1050-es évek – 1060-as évek – 1070-es évek – 1080-as évek – 1090-es évek – 1100-as évek – 1110-es évek – 1120-as évek – 1130-as évek – 1140-es évek
Évek: 1085 – 1086 – 1087 – 1088 –  1089 – 1090 – 1091 – 1092 – 1093 – 1094 – 1095

## Események
- Az Almorávidák elfoglalják Granadát.

## Születések
- Clairvaux-i Szent Bernát